# WSOF 7
WSOF 7: Karakhanyan vs. Palmer foi um evento de artes marciais mistas promovido pelo World Series of Fighting, ocorrido em 7 de dezembro de 2013 no PNE Agrodome em Vancouver, British Columbia.

## Background
O evento é esperado para ter na luta principal a luta valendo o cinturão da categoria dos penas do WSOF entre Lance Palmer e Georgi Karakhanyan. 

## Card Oficial
^ a: Pelo Cinturão Inaugural Peso Pena do WSOF.

^ b: Semifinal do Torneio Categoria dos Médios.

### Chave do Torneio Categoria dosMédiosdoWSOF
|  | Semifinais        | Semifinais        | Semifinais   |             |  | Final | Final | Final |  |
|  |                   |                   |              |             |  |       |       |       |  |
|  | Dave Branch       | Dave Branch       | DEC          |             |  |       |       |       |  |
|  | Dave Branch       | Dave Branch       | DEC          |             |  |       |       |       |  |
|  | Danillo Villefort | Danillo Villefort | 3            |             |  |       |       |       |  |
|  | Danillo Villefort | Danillo Villefort | 3            | Dave Branch |  |       |       |       |  |
|  |                   |                   |              |             |  |       |       |       |  |
|  |                   |                   | Jesse Taylor |             |  |       |       |       |  |
|  | Elvis Mutapcic    | Elvis Mutapcic    | DEC          |             |  |       |       |       |  |
|  | Elvis Mutapcic    | Elvis Mutapcic    | DEC          |             |  |       |       |       |  |
|  | Jesse Taylor      | Jesse Taylor      | 3            |             |  |       |       |       |  |